# مارک وب
مارک وب (انگلیسی: Marc Webb؛ زادهٔ ۳۱ اوت ۱۹۷۴) یک کارگردان فیلم و موزیک ویدئو اهل ایالات متحده آمریکا است. او کارگردانی اولین فیلم بلند خود را با فیلم کمدی رمانتیک ۵۰۰ روز تابستان (۲۰۰۹) آغاز کرد و در سال ۲۰۱۲ فیلم بازراه‌اندازی شده مرد عنکبوتی را با عنوان مرد عنکبوتی شگفت‌انگیز و دنباله آن مرد عنکبوتی شگفت‌انگیز ۲ (۲۰۱۴) را کارگردانی کرد. او همچنین کارگردانی فیلم‌های درام با استعداد و تنها پسر زنده در نیویورک را در سال ۲۰۱۷ بر عهده داشته‌است.

## زندگی و حرفه
وب در بلومینگتون، ایندیانا، پسر مارگارت روث (با نام خانوادگی استوکر) و نورمن لات وب، که در آموزش ریاضی در دانشگاه ویسکانسین-مدیسن کار می‌کند، به دنیا آمد. هنگامی که او هجده‌ماهه بود، خانواده وب به مدیسن، ویسکانسین نقل مکان کردند، جایی که او بزرگ شد. او در سال ۱۹۹۲ از دبیرستان مدیسون وست فارغ‌التحصیل شد و متعاقباً در کالج کلرادو و دانشگاه ویسکانسین-مدیسون، که از آنجا با مدرک زبان انگلیسی فارغ‌التحصیل شد، شرکت کرد.
وب قبل از اینکه دست خود را به کارگردانی موزیک ویدیوها معطوف کند، تجارت خود را به عنوان تدوینگر آغاز کرد. او به دیلی بیست گفت: "اولین ویدئویی که من ساختم برای گروهی به نام  بت‌های شرمنده در برمینگم، آلاباما بود، و هزینه آن را با کارت اعتباری پرداخت کردم و مادرم حدود ۵۰۰ دلار به من وام داد تا آن را تمام کنم.

## زندگی شخصی
در ۸ ژوئن ۲۰۱۸، جین هرمان، دوست دختر وب، دختری به نام جورجیا به دنیا آورد. این زوج در ۴ اکتبر ۲۰۱۹ ازدواج کردند و پسری به نام والتر در ۵ آوریل ۲۰۲۱ به دنیا آوردند.

## بره وب
امضای مارک وب یک بره سفید است که در چند ویدیوی او ظاهر شده‌است. در ویدیوی "Sic Transit Gloria... Glory Fades" گروه برند نیو، بره قبل از اینکه جسی لاکی وارد بار شود روی در ظاهر می‌شود. همچنین روی پیراهن یک دختر در نوار ظاهر می‌شود. در ویدیوهای "Ocean Avenue" و "Rough Landing, Holly" گروه کارت زرد، بره روی کیفی که رایان کی با خود حمل می‌کند ظاهر می‌شود.

## فیلم‌شناسی

### فیلم
| سال  | عنوان                    | کارگردان | تهیه‌کننده اجرایی | نویسنده | یادداشت |
| ---- | ------------------------ | -------- | ---------------- | ------- | ------- |
| ۲۰۰۹ | ۵۰۰ روز تابستان          | آری      | نه               | نه      |         |
| ۲۰۱۲ | مرد عنکبوتی شگفت‌انگیز    | آری      | نه               | نه      |         |
| ۲۰۱۴ | مرد عنکبوتی شگفت‌انگیز ۲  | آری      | نه               | نه      |         |
| ۲۰۱۷ | با استعداد               | آری      | نه               | نه      |         |
| ۲۰۱۷ | تنها پسر زنده در نیویورک | آری      | نه               | نه      |         |
| ۲۰۲۵ | سفیدبرفی                 | آری      | نه               | نه      |         |
| ۲۰۲۶ | نوشیدنی روزانه           | آری      | نه               | نه      |         |

### تلویزیون
| سال       | عنوان                             | کارگردان | تولیدکننده اجرایی | نویسنده | یادداشت |
| --------- | --------------------------------- | -------- | ----------------- | ------- | --- |
| ۲۰۱۰      | اداره (مجموعه تلویزیونی آمریکایی) | آری      | نه                | نه      | قسمت: "مدیر و فروشنده"                                                                                        |
| ۲۰۱۰      | ستاره تنها                        | آری      | نه                | نه      | قسمت: "خلبان"                                                                                                 |
| ۲۰۱۲      | میدان جنگ                         | نه       | آری               | نه      | |
| ۲۰۱۵      | نامحدود                           | آری      | آری               | آری     | کارگردانی "خلبان"؛ نویسندگی و کارگردانی "نشان تفنگ!"                                                          |
| ۲۰۱۵–۲۰۱۹ | دوست دختر سابق دیوانه             | آری      | آری               | آری     | کارگردان «جاش اتفاقاً اینجا زندگی می‌کند!» ؛ نویسنده و کارگردان «دوست جاش کجاست؟»                               |
| ۲۰۱۸      | غریزه                             | آری      | آری               | نه      | قسمت: "خلبان"                                                                                                 |
| ۲۰۱۹      | کد                                | آری      | آری               | نه      | قسمت: "منفجر شده"                                                                                             |
| ۲۰۱۹      | جامعه                             | آری      | آری               | نه      | قسمت‌ها: "چه اتفاقی افتاد"، "شهر ماً و "چگونه اتفاق می‌افتد"                                                     |
| ۲۰۱۹      | "خون و گنج"                       | نه       | آری               | نه      | |
| ۲۰۱۹      | چرا زنان می‌کشند                   | آری      | آری               | نه      | قسمت‌ها: «قتل به این معناست که هرگز مجبور نباشم بگویی متاسفم» و «دوست داشتم یا را بکشم اما فقط موهایم را شستم» |
| ۲۰۲۱      | شورشی                             | آری      | آری               | نه      | قسمت: "خلبان"                                                                                                 |
| ۲۰۲۱      | جمهوری سارا                       | نه       | آری               | نه      | |
| ۲۰۲۱      | فقط فراتر                         | آری      | آری               | نه      | قسمت‌ها: «بچه‌ها را به حال خود رها کن» و «ما روحیه داریم، بله داریم»                                            |

### موزیک ویدئو
| سال  | عنوان                                                   | هنرمند                          |
| ---- | ------------------------------------------------------- | ------------------------------- |
| ۱۹۹۷ | "رز کانادایی"                                           | مسافر بلوز                      |
| ۱۹۹۹ | "هنوز بعد از تو"                                        | زمین به اندی                    |
| ۲۰۰۰ | "فقط بد شدم"                                            | کلد                             |
| ۲۰۰۰ | "نه آن جور"                                             | آناستازیا                       |
| ۲۰۰۱ | "روی خط"                                                | لنس بس                          |
| ۲۰۰۱ | "اردک و دویدن"                                          | تری دورز داون                   |
| ۲۰۰۱ | "اعلامیه انگیزه"                                        | گود شارلوت                      |
| ۲۰۰۱ | "روزهای ققنوس"                                          | AFI                             |
| ۲۰۰۱ | "شیر دوک"                                               | چهره گنگ بزرگ                   |
| ۲۰۰۱ | "آنجا هستی؟"                                            | خرزهره                          |
| ۲۰۰۱ | "انتظار"                                                | گرین دی                         |
| ۲۰۰۱ | "آهنگ جشنواره"                                          | گود شارلوت                      |
| ۲۰۰۱ | "Simple Creed"                                          | زنده با حضور تریکی (موسیقی‌دان)  |
| ۲۰۰۱ | "آهسته"                                                 | موسیقی قتل حرفه ای              |
| ۲۰۰۱ | "درد"                                                   | Stereomud                       |
| ۲۰۰۱ | "النر ریگبی"                                            | Godhead                         |
| ۲۰۰۱ | "بیت دنیا"                                              | فشار ۴-۵                        |
| ۲۰۰۲ | "Seein' Red"                                            | قانون نانوشته                   |
| ۲۰۰۲ | "دختران آمریکایی"                                       | شمارش کلاغ‌ها                    |
| ۲۰۰۲ | "غیر واقعی"                                             | خاک                             |
| ۲۰۰۲ | "او از من متنفر است"                                    | پادل آو ماد                     |
| ۲۰۰۲ | "تنفس سخت تر"                                           | مارون ۵                         |
| ۲۰۰۲ | "شنیده خواهم شد"                                        | هیت‌برید                         |
| ۲۰۰۲ | "وقتی در اوج هستید"                                     | گل‌های دیواری                    |
| ۲۰۰۲ | "این روزها هستند"                                       | O-Town                          |
| ۲۰۰۲ | "مرا به یاد بیاور"                                      | هوبستانک                        |
| ۲۰۰۲ | "به یاد بیاور"                                          | دیستربد                         |
| ۲۰۰۳ | "دختر احمق"                                             | کلد                             |
| ۲۰۰۳ | "خواب بیدار"                                            | پی.او.دی.                       |
| ۲۰۰۳ | "The Leaving Song Pt. II"                               | AFI                             |
| ۲۰۰۳ | "چرا تو و من"                                           | کارلوس سانتانا و الکس بند       |
| ۲۰۰۳ | "اینجا بدون تو"                                         | تری دورز داون                   |
| ۲۰۰۳ | "ناجی"                                                  | یادگاری                         |
| ۲۰۰۳ | "بگو خواهی کرد"                                         | ویکفیلد                         |
| ۲۰۰۳ | "همه چیز بد است (وقتی تو رفتی)"                         | MxPx                            |
| ۲۰۰۳ | "آیا شما"                                               | پی.او.دی.                       |
| ۲۰۰۳ | "Sic Transit Gloria... Glory Fades"                     | برند نیو (گروه موسیقی)          |
| ۲۰۰۳ | "اصلا هیچی"                                             | کارلوس سانتانا با حضور Musiq    |
| ۲۰۰۴ | "با ذهن من"                                             | کلد                             |
| ۲۰۰۴ | "دنیا را تغییر دهید"                                    | پی.او.دی.                       |
| ۲۰۰۴ | "نمی‌خواهم باشم"                                         | گوین دگرو                       |
| ۲۰۰۴ | "سیلوئت ها"                                             | روح خالی لبخند بزن              |
| ۲۰۰۴ | "پاشنه بالای سر"                                        | پادل آو ماد                     |
| ۲۰۰۴ | "آن را رها کن"                                          | میدتاون                         |
| ۲۰۰۴ | "Ocean Avenue"                                          | کارت زرد                        |
| ۲۰۰۴ | "من خوب نیستم (قول می‌دهم)"                              | مای کمیکال رومنس                |
| ۲۰۰۴ | "شکستن شکسته"                                           | اسپارتا                         |
| ۲۰۰۴ | "روح زیبا"                                              | جسی مک‌کارتنی                    |
| ۲۰۰۴ | "راه رفتن به خورشید"                                    | Dirty Vegas                     |
| ۲۰۰۴ | "تابستان سرخ خونی"                                      | کوهید و کامبریا                 |
| ۲۰۰۴ | "جرات داری حرکت کنی" (نسخه ۲)                           | سوئیچ فوت                       |
| ۲۰۰۴ | "ناپدید شدن"                                            | هوبستانک                        |
| ۲۰۰۵ | "Work"                                                  | Jimmy Eat World                 |
| ۲۰۰۵ | "روز بد"                                                | دانیل پاوتر                     |
| ۲۰۰۵ | "All That I've Got"                                     | استفاده شده                     |
| ۲۰۰۵ | "هلنا (ترانه)"                                          | عاشقانه شیمیایی من              |
| ۲۰۰۵ | "شکلات"                                                 | اسنو پاترول                     |
| ۲۰۰۵ | "النور"                                                 | میلیون‌ها پایین                  |
| ۲۰۰۵ | "باید بسازم"                                            | Trey Songz با حضور Twista       |
| ۲۰۰۵ | "به پشت سر نگاه نکن"                                    | آنتیگون در حال افزایش           |
| ۲۰۰۵ | "متفاوت"                                                | قبول                            |
| ۲۰۰۵ | "میدل ناکجاآباد"                                        | گرمای داغ داغ                   |
| ۲۰۰۵ | "Make a Move"                                           | اینکیوبوس                       |
| ۲۰۰۵ | "بیدار شو (ترانه هیلاری داف)"                           | هیلاری داف                      |
| ۲۰۰۵ | "روح تو"                                                | عاشقانه شیمیایی من              |
| ۲۰۰۵ | "دوست پسر"                                              | اشلی سیمپسون                    |
| ۲۰۰۵ | "لوپ آزاد (یک شب ایستاده)"                              | دانیل پاوتر                     |
| ۲۰۰۵ | "نورها و صداها"                                         | کارت زرد                        |
| ۲۰۰۵ | "وضعیت عالی"                                            | ویزر                            |
| ۲۰۰۶ | "Move Along"                                            | د آل‌امریکن ریجکتز               |
| ۲۰۰۶ | "جوانان"                                                | متیاهو                          |
| ۲۰۰۶ | "Rush"                                                  | Aly & AJ                        |
| ۲۰۰۶ | "به من دروغ بگو"                                        | دانیل پاوتر                     |
| ۲۰۰۶ | "فرود ناهموار، هالی"                                    | کارت زرد                        |
| ۲۰۰۶ | "خانم قتل"                                              | AFI                             |
| ۲۰۰۶ | "نامرئی"                                                | اشلی سیمپسون                    |
| ۲۰۰۶ | "پل لندن"                                               | فرگی (خواننده)                  |
| ۲۰۰۶ | "وفاداری"                                               | رجینا اسپکتور                   |
| ۲۰۰۶ | "وقتی هوشیار هستی با من تماس بگیر"                      | اونسنس                          |
| ۲۰۰۶ | "عشق مثل زمستان"                                        | AFI                             |
| ۲۰۰۶ | "یک دقیقه صبر کن"                                       | پوسی‌کت دالز با حضور تیمبلند     |
| ۲۰۰۶ | "باران"                                                 | پابرهنه                         |
| ۲۰۰۶ | "این دیوارها" (نسخه ۲)                                  | تدی گایگر                       |
| ۲۰۰۷ | "رودخانه"                                               | گود شارلوت                      |
| ۲۰۰۷ | "باید کاری را درست انجام داد"                           | Relient K                       |
| ۲۰۰۷ | "شب گذشته"                                              | شان کامز                        |
| ۲۰۰۷ | "من عاشقت نیستم"                                        | مای کمیکال رومنس                |
| ۲۰۰۷ | "نوجوانان"                                              | مای کمیکال رومنس                |
| ۲۰۰۷ | "خون"                                                   | مای کمیکال رومنس                |
| ۲۰۰۷ | "به اندازه کافی خوب" (کارگردانی مشترک با ریچ لی)        | اونسنس                          |
| ۲۰۰۷ | "Stiff Kittens" (کارگردانی مشترک با ریچ لی)             | صوتی بلکک                       |
| ۲۰۰۷ | "Clumsy" (به کارگردانی مشترک ریچ لی)                    | فرگی (خواننده)                  |
| ۲۰۰۷ | "بهتر" (نسخه ۲)                                         | رجینا اسپکتور                   |
| ۲۰۰۷ | "از اول شروع کن"                                        | مایلی سایرس                     |
| ۲۰۰۸ | "شب بخیر شب بخیر"                                       | مارون ۵                         |
| ۲۰۰۸ | "مهمانی مردم"                                           | نلی و فرگی                      |
| ۲۰۰۸ | "به شما جهنم می‌دهد"                                     | د آل‌امریکن ریجکتز               |
| ۲۰۰۹ | "۲۱ تفنگ (ترانه)"                                       | گرین دی                         |
| ۲۰۰۹ | "چرا به من اجازه می‌دهی اینجا بمانم؟" (نسخه ۲)           | شی اند هیم                      |
| ۲۰۰۹ | "شکست قرن ۲۱"                                           | گرین دی                         |
| ۲۰۰۹ | "(اگر فکر می‌کنی اگر من تو را می‌خواهم) من تو را می‌خواهم" | ویزر                            |
| ۲۰۱۰ | "آخرین دختران آمریکایی"                                 | گرین دی                         |
| ۲۰۱۷ | "بامداد تا شامگاه"                                      | زین ملک با حضور سیا (موسیقی‌دان) |

#### تدوین فیلمبرداری
- MxPx - "همه چیز بد است (وقتی تو رفتی)" (نوامبر ۲۰۰۳)
- برند نیو – "Sic Transit Gloria.... Glory Fades" (دسامبر ۲۰۰۳)